# Spilogona fuliginosa
Spilogona fuliginosa är en tvåvingeart som först beskrevs av Frederick Wollaston Hutton 1901.  Spilogona fuliginosa ingår i släktet Spilogona och familjen husflugor. Inga underarter finns listade i Catalogue of Life.